# Koubkova brána w Stříbrze
Koubkova brána w Stříbrze (także: Koubkova branka) – brama miejska (jedna z pozostałości murów miejskich) zlokalizowana w południowo-wschodniej części starego miasta w czeskim mieście Stříbro (kraj pilzneński), w ciągu ulicy Ruskiej. 

## Historia
Jednopiętrowa brama została wzniesiona w stylu gotyckim w 1574. W lewej części znajduje się przejazd z dwoma łukami, a w prawej półkoliście zwieńczone okno. Piętro zajmuje strych z drewnianym gankiem. 
Bramę wybudował młynarz Koubek na własny koszt, celem skrócenia drogi dostaw mąki do miasta. Pełniła też funkcje mieszkaniowe. 
Po 1989 została wyremontowana przez grotołazów na potrzeby ich klubu. Przy obiekcie zachowały się resztki obwarowań miejskich. 